# Mazax ajax
Mazax ajax là một loài nhện trong họ Corinnidae.
Loài này thuộc chi Mazax. Mazax ajax được miêu tả năm 1969 bởi Reiskind.